# Marguerite de Rohan (morte en 1496)
Pour les articles homonymes, voir Marguerite de Rohan.
Marguerite de Rohan (morte en 1496 au château de Cognac) est une aristocrate française, fille d'Alain IX, vicomte de Rohan et de Marguerite de Bretagne, et épouse de Jean d'Orléans, comte d’Angoulême. Elle est la grand-mère paternelle de François Ier, roi de France et de Marguerite d'Angoulême.

## Biographie
Elle est probablement née entre 1420 et 1428. Dans l'esprit de son père, Alain IX de Rohan, Marguerite et ses sœurs devaient être au service de ses actions politiques et diplomatiques. En 1431, il négocie les fiançailles de sa fille Jeanne avec Jean d'Orléans, comte d'Angoulême, ce dernier étant en captivité à Londres. Les années passent, et en 1442, Alain de Rohan décide de rompre les fiançailles pour marier sa fille avec François de Rieux (1418-1458), comte d'Harcourt. Le comte d'Angoulême n'est libéré qu'en 1444 et demande réparation auprès du Parlement de Paris. Au bout de cinq ans, un arrangement est conclu, par lequel Jean d'Orléans épouse la jeune sœur de Jeanne, Marguerite de Rohan, alors âgée d'une vingtaine d'années. Le futur époux en a déjà quarante-neuf,.
Jean d'Orléans meurt après dix-huit ans de vie conjugale, le 30 avril 1467.
Veuve, elle effectue plusieurs acquisitions, les seigneuries de Salles et de Genté, puis, le 10 septembre 1471, la baronnie de Montbron. Les barons de Montbron avaient eu le tort de se rallier au roi d'Angleterre pendant la guerre de Cent Ans et Charles VII avait fait raser le château en représailles. Marguerite de Rohan fit reconstruire le château de Montbron et rendit hommage à l'évêque d'Angoulême pour cette terre.
Elle meurt au château de Cognac en 1496.

## Mariage et enfants
Le 31 août 1449, elle épouse Jean d'Orléans (1399-1467), comte d'Angoulême et donne naissance à trois enfants :
- Louis d'Orléans (v. 1450-1453 au château de Bouteville),
- Charles d'Orléans (1459-1496), comte d'Angoulême,
- Jeanne (1462-1520), mariée à Charles-François de Coëtivy, comte de Taillebourg.